# Kato Polemidia
Kato Polemidia (gr. Κάτω Πολεμίδια) – miasto w Republice Cypryjskiej, w dystrykcie Limassol. W 2011 roku liczyło 22 369 mieszkańców.